# Metolius (rivière)
La Metolius est un cours d'eau affluent de la Deschutes River par l'intermédiaire du lac Billy Chinook, près de la ville de Sisters, au centre de l'État de l'Oregon, aux États-Unis.
Elle coule vers le nord depuis sa source sur les pentes du Black Butte puis s'oriente vers l'est à travers des gorges avant de se jeter à l'ouest du lac. La zone non incorporée de Camp Sherman (en) se trouve sur ses rives.
La rivière draine un bassin de 820 km2 qui contient 180 km de cours d'eau permanents, 521 km de cours d'eau intermittents, 42 lacs et 121 étangs.

## Source
- (en) Cet article est partiellement ou en totalité issu de l’article de Wikipédia en anglais intitulé « Metolius River » (voir la liste des auteurs).